# Abdij van Marmoutier (Elzas)

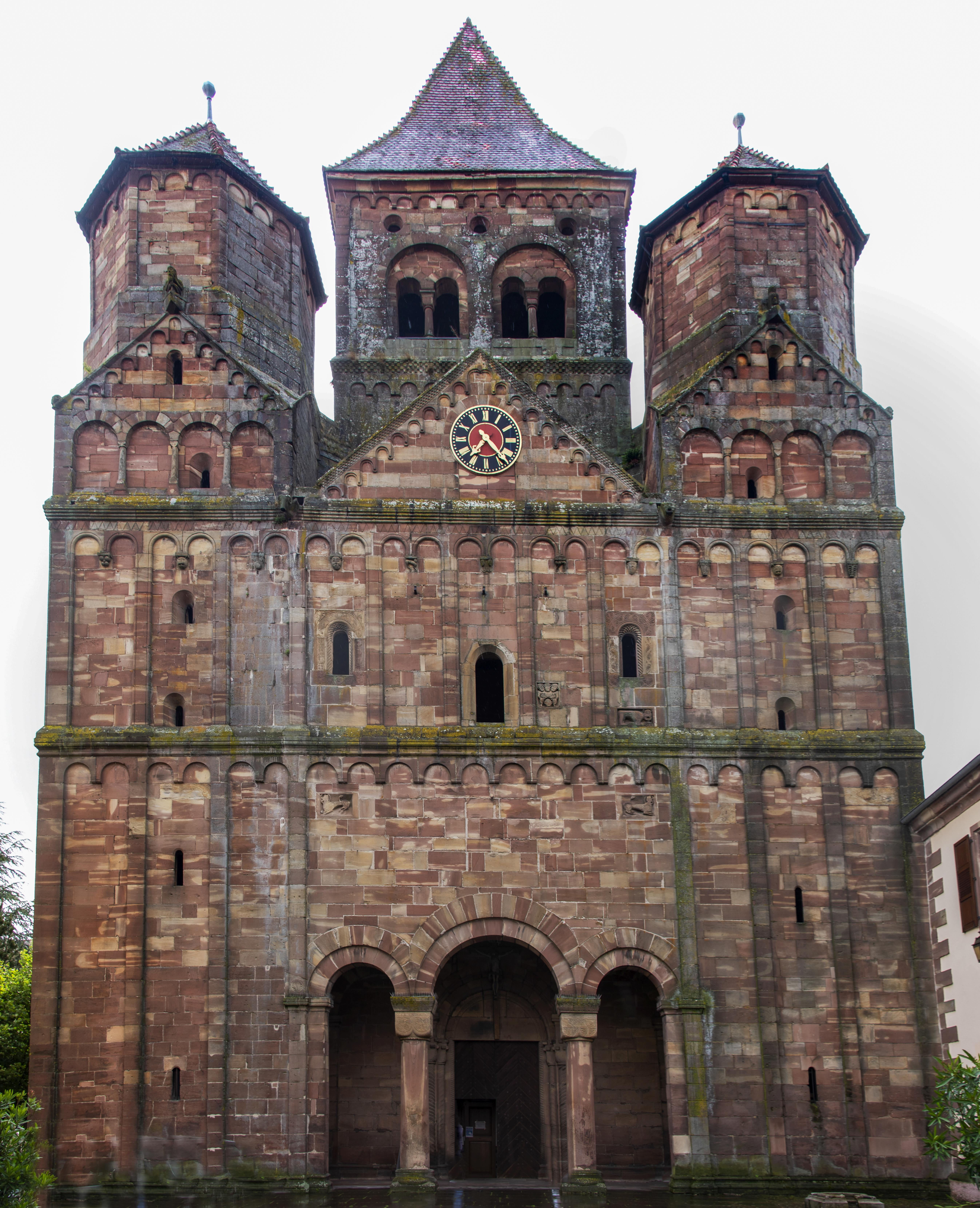
De abdijkerk

De Abdij van Marmoutier was een abdij in Marmoutier, een stadje en een gemeente in het Franse departement Bas-Rhin in de regio Grand Est. De plaats maakt deel uit van het arrondissement Saverne. De abdijkerk, waarvan alleen de voorgevel van de romaanse kerk gebouwd tussen 1120 en 1140 rest, is nog prominent aanwezig in het centrum van de plaats. Als abdijkerk was ze toegewijd aan Martinus van Tours, als parochiekerk aan Stefanus. 

## Geschiedenis
De abdij werd in 589 opgericht door de Ierse monnik Sint-Columbanus of door een zekere Sint-Leobard of Liebhard, een van zijn directe volgelingen, die in ieder geval als de eerste abt wordt vermeld. 
In 717 werd het klooster door brand verwoest en in 724 herbouwd onder leiding van een abt met de naam Maurus, een leerling van Benedictus. In 824 was er opnieuw een verwoestende brand. Drogo, een zoon van keizer Karel de Grote en bisschop van Metz, herbouwde de abdij in 828. De romaanse voorgevel, een restant van de kerk uit 1120-1140, breidde men tussen 1220 en 1275 uit met een gotisch kerkschip en transept. In 1512 was er geen abt, noch monnik aanwezig in de abdij. Een boerenopstand in 1525 bracht opnieuw destructie. 
In 1707 volgde weer een brand met als gevolg dat het klooster nooit meer werd heropgebouwd. Een hospitaal, ten oosten van het koor verrees in 1720 en onderkomens voor monniken tussen 1737 en 1751. Het neogotische koor stamt uit 1761-1769. Plannen voor afbraak van de oude voorgevel en vervanging door een barokke exemplaar doken op in 1786, samen met de uitbreiding van het kerkschip. De Franse revolutie maakte de uitvoering onmogelijk maar beëindigde ook alle activiteiten van de abdij. Een keizerlijk besluit van Napoleon uit 1805 deed de abdijkerk verder leven als parochiekerk van Marmoutier, toegewijd aan Stefanus.
De kerk heeft heden ten dage romaanse, gotische en renaissance-gedeeltes. De kerk bezit een piëta uit omstreeks 1500 en een fraai kerkorgel uit 1709-1710, gebouwd door Andreas Silbermann en afgewerkt door diens zoon Johann Andreas.

## Crypte
Archeologen legden tijdens opgravingen tussen 1974 en 1976 een crypte onder de kerk bloot. Artefacten uit de Gallo-Romeinse periode, waaronder funderingen van drie oudere kerken, veertig graven, muntstukken, liturgisch vaatwerk werden er aangetroffen. De objecten werden gerestaureerd en staan tentoongesteld in de ondergrondse ruimte.. Daarnaast is er een heiligengraf te zien, de basis van een altaar van voor de 7e eeuw en een sarcofaag, gehakt uit een stam van een eik van het begin van de 9e eeuw.

## Galerij

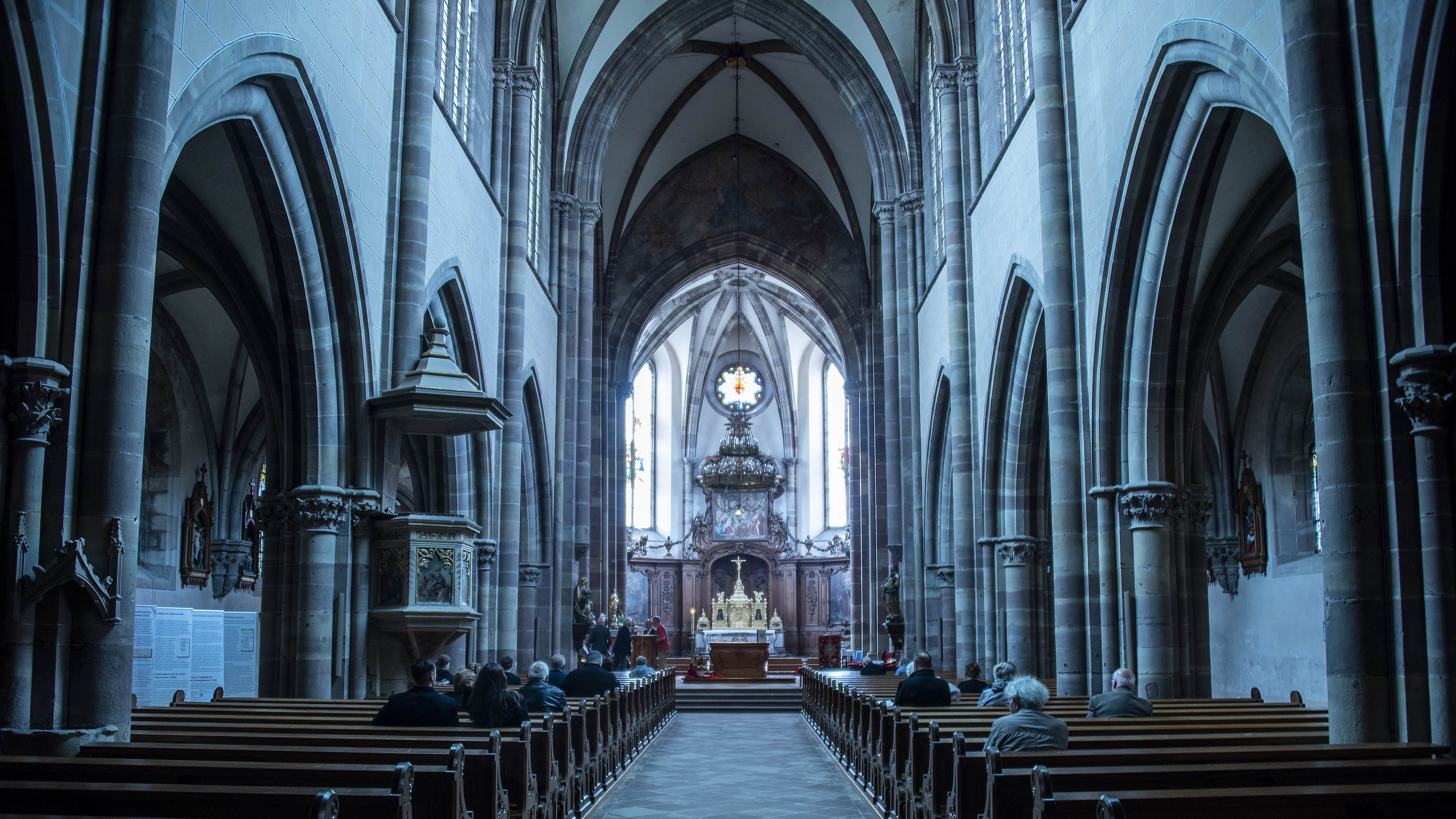
Kerkschip
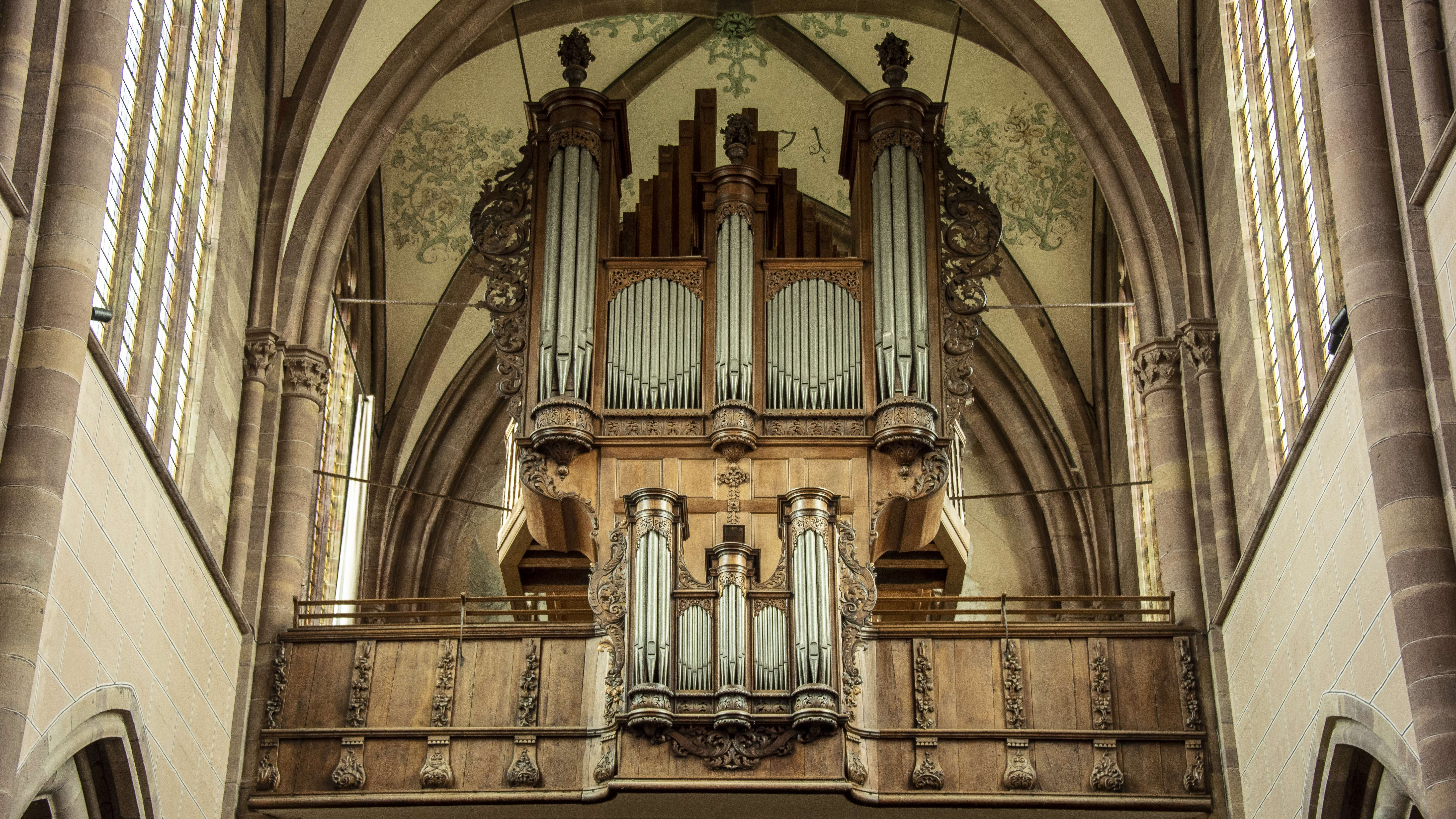
Kerkorgel van Silbermann
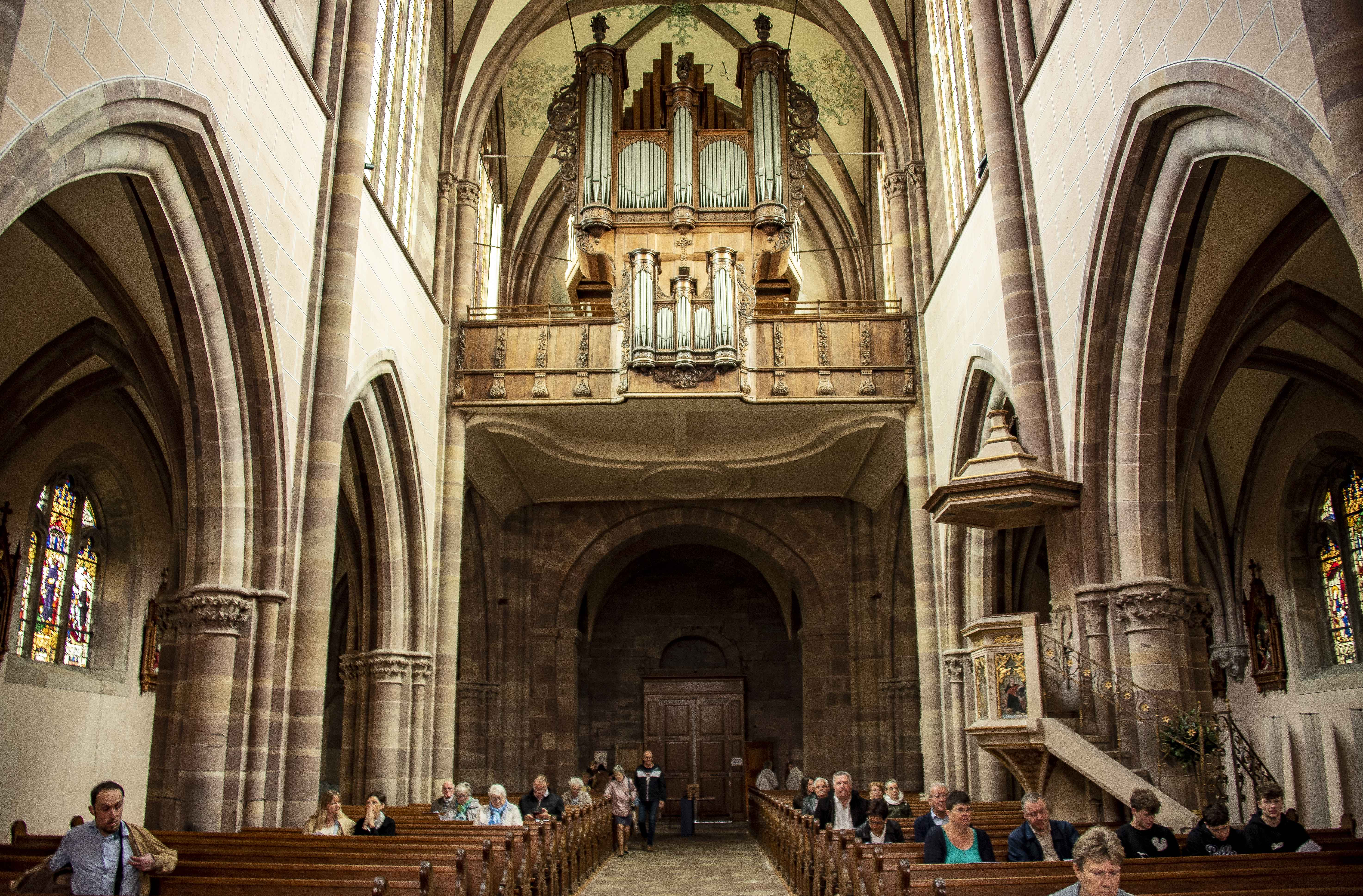
Achterzijde met Silbermannorgel
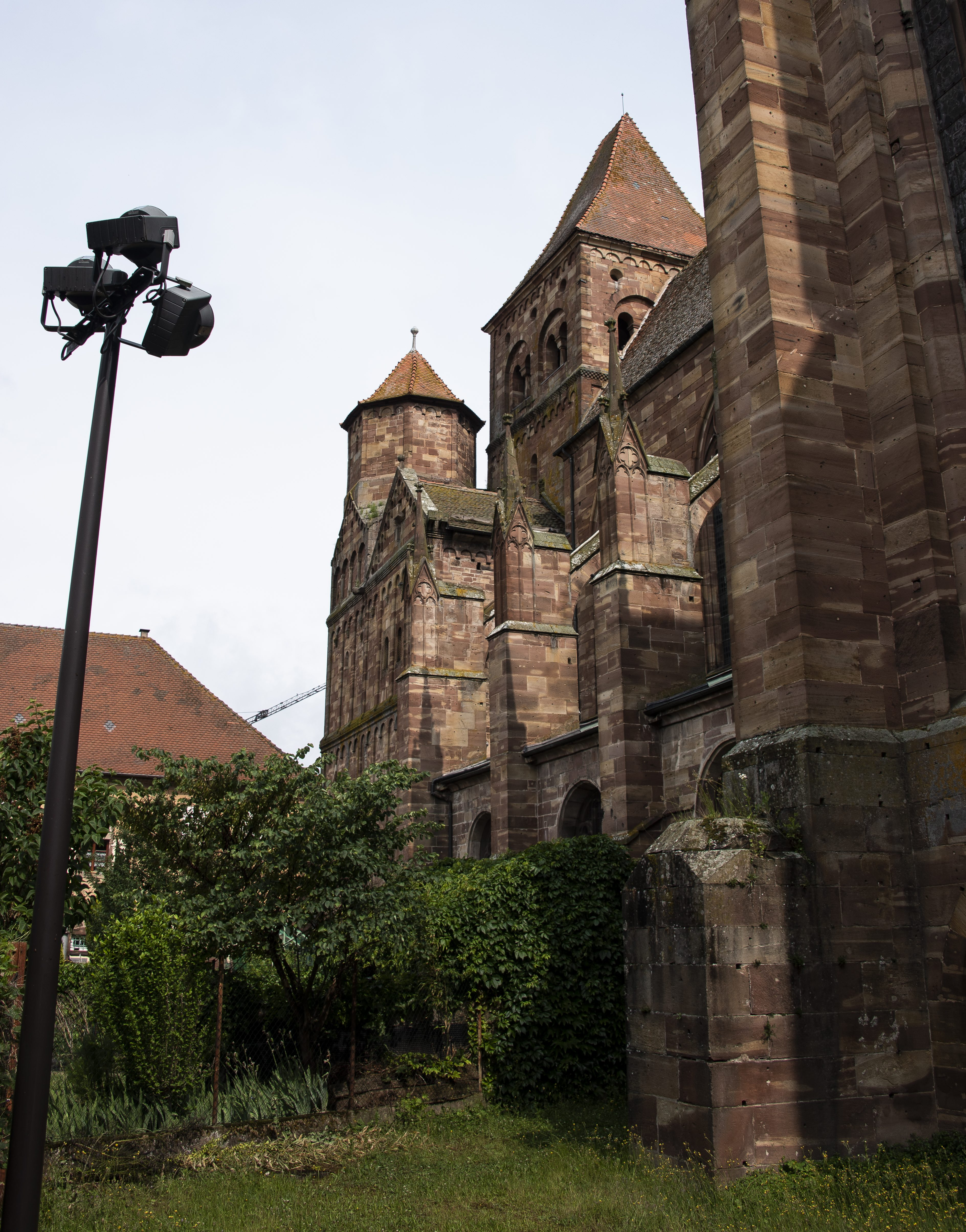
Zuidzijde van de abdijkerk
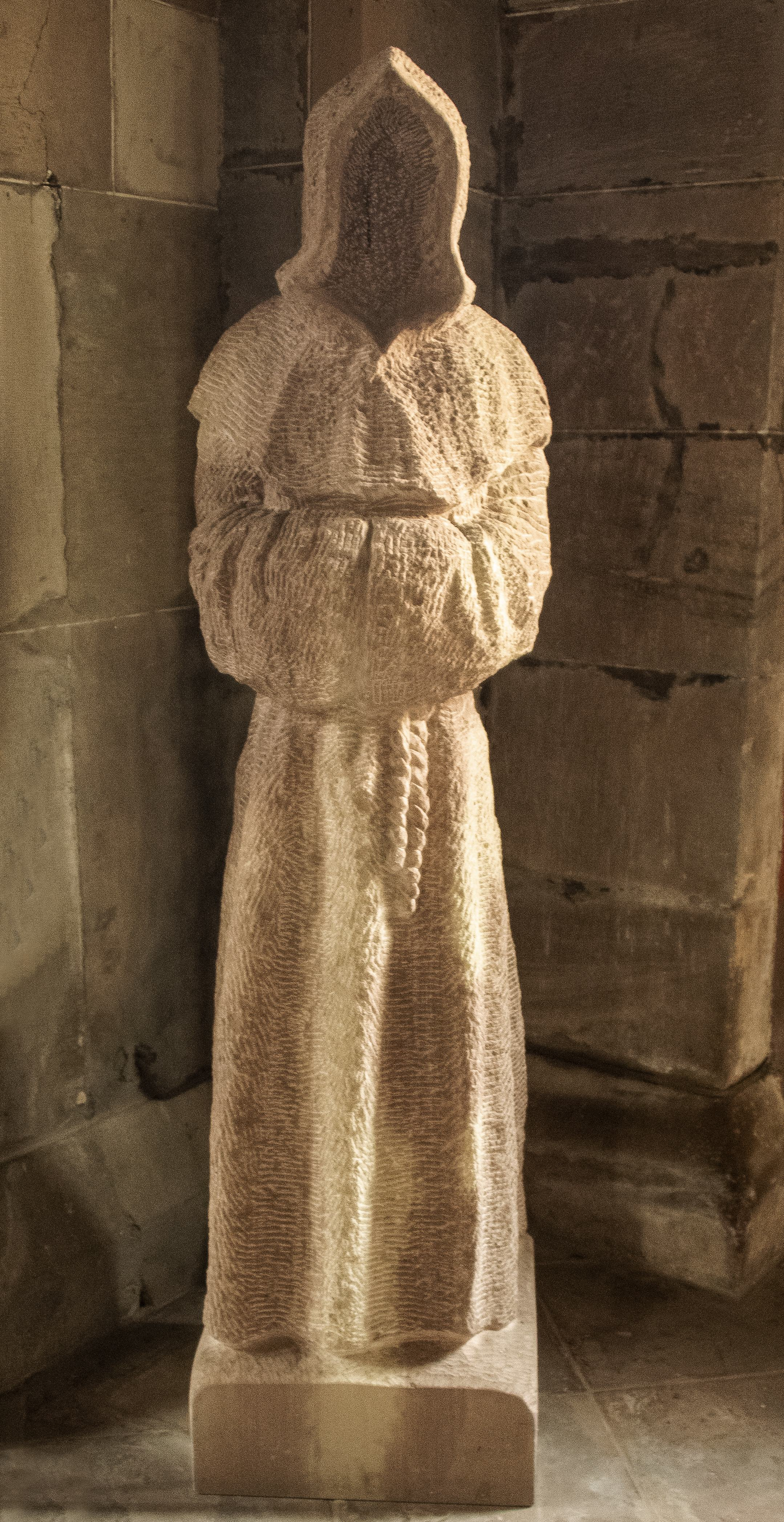
Een stenen benedictijn
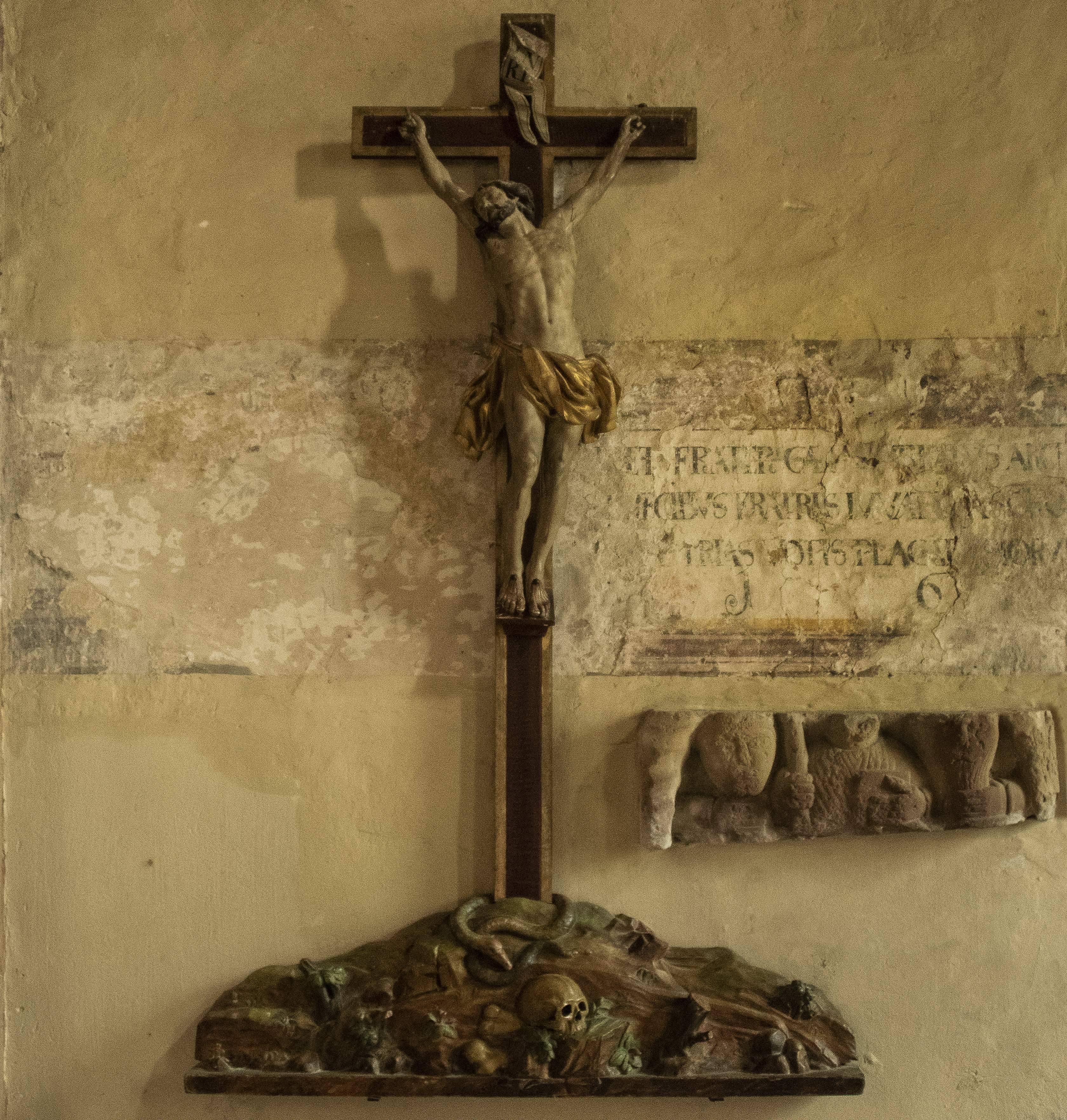
Kruisbeeld